# Ivan Romanovski
Ivan Pavlovitch Romanovski (en russe : Иван Павлович Романовский), né le 16 avril 1877, mort le 5 avril 1920 à Constantinople, était un général russe qui combattit dans les armées blanches durant la guerre civile russe.

## Formation
Fils d’un officier de l’artillerie, Ivan Romanovski fait ses études au 2e corps des cadets de Moscou, à l’école d'artillerie Constantin et à l’Académie militaire d’état-major Nicolas (dont il est diplômé en 1903). Il participe ensuite à la guerre russo-japonaise puis sert à l’état-major général. En 1912 il est promu colonel.

## Première Guerre mondiale
Pendant la grande guerre Romanovski sert dans différents états-majors et arrive, au printemps 1917, dans celui de la 8e armée, aux ordres du général Kornilov. Il est emprisonné avec ce dernier à Bykhov à la suite de l’affaire Kornilov. Après la révolution d'Octobre, les généraux de Bykhov rejoignent la région du Don.

## Guerre civile russe
Avec Kornilov, Alekseïev et Dénikine, Romanovski participe à la formation de l'armée des volontaires et à la première campagne du Kouban en tant que chef d’état-major (nommé le 2 février 1918 à la place du général Loukomski) et devint par la suite chef d’état-major des Forces Armées du Sud de la Russie. Proche du général Dénikine, il était désigné par celui-ci comme son successeur en cas de décès.
Auprès de l’armée le général Romanovski a une mauvaise réputation, certains lui imputent les défaites des armées blanches depuis l’automne 1919.
Le 22 mars 1920, après que le général Wrangel a succédé à Dénikine, Romanovski accompagne ce dernier à bord du HMS Emperor of India à destination de Constantinople.
Il est tué le 5 avril 1920 dans les bâtiments de l’ambassade russe à Constantinople par le lieutenant Mstislav Kharouzine, un ancien membre des services de renseignement de Dénikine.